# Resolució 895 del Consell de Seguretat de les Nacions Unides
La Resolució 895 del Consell de Seguretat de les Nacions Unides fou adoptada per unanimitat el 28 de gener de 1994. Després de recordar les resolucions anteriors sobre Israel i Líban, incloses la 501 (1982) 508 (1982), 509 (1982) i 520 (1982) i estudiant l'informe del Secretari General Boutros Boutros-Ghali sobre la Força Provisional de les Nacions Unides al Líban (UNIFIL) aprovada a la Resolució 426 (1978), el Consell va decidir prorrogar el mandat de La UNIFIL durant sis mesos més fins al 31 de juliol de 1994.
El Consell va tornar a refermar el mandat de la Força i va demanar al Secretari General Boutros Boutros-Ghali que informés sobre els progressos realitzats respecte de l'aplicació de les resolucions 425 (1978) i 426 (1978).